# Tsetsen-Uul (Zavkhan)
Pour les articles homonymes, voir Tsagaankhairkhan.
Le sum de Tsetsen-Uul (mongol : ᠴᠡᠴᠡᠨ ᠠᠭᠤᠯᠠ
ᠰᠤᠮᠤ, cyrillique : Цэцэн-Уул сум, MNS : Tsetsen-Uul sum) est situé dans l'aïmag (ligue) de Zavkhan, en Mongolie. Sa population était de ? habitants en 2005.